# François Stemmer
François Stemmer est un acteur, metteur en scène et chorégraphe français né le 1er juillet 1968. Il est également photographe de spectacle vivant.

## Biographie

### Jeunesse et formation
Comédien, François Stemmer a été formé au Conservatoire de Nice et à l’École du Passage de Niels Arestrup. A Paris, il joue dans plusieurs pièces de boulevard notamment L’Hôtel du libre échange de Feydeau avec Chantal Ladesou, Martin Lamotte et Maurice Risch. Il joue sous la direction de Myrto Reiss, Catherine Sorba, Jean- François Demeyer, Francis Aiqui, Henri Legendre, Franck de Lapersonne ou Olivier Cappellier avant de travailler sur des spectacles jeune-public avec "Les Compagnons de Pierre Ménard" et Nicolas Fagart.
En 2001, il découvre la poésie d’Arthur Rimbaud et joue Une Saison en Enfer, dans une mise en scène de Nicolas Fagart, qu'il tourne pendant deux ans.
En 2006, il monte avec Julien Touati le duo "les bernards" avec lequel il crée des performances et publie aux éditions Léo Scheer la nouvelle La tour Eiffel à Venise.
En 2011 il crée Poème, une forme courte autour de poèmes érotiques de Paul Verlaine, qu'il joue à Bruxelles, à Caen, ainsi qu'au Festival Les Indisciplines au Dansoir Karine Saporta (soirée carte blanche à Olivier Dubois).

### Travail sur l'adolescence
En avril 2012, François Stemmer crée sa compagnie et entame un travail singulier uniquement centré sur la jeunesse et l'adolescence.
Sa première pièce Seventeen est un spectacle pluridisciplinaire qui se recrée pendant plus de 10 ans. Il y met en scène des adolescences, renouvelle la distribution dans chaque lieu, il y mêle les corps et les mots, sur des chansons de David Bowie ou des poèmes d'Arthur Rimbaud. La pièce est remontée et jouée dans de nombreux lieux au Point Éphémère, au Centre Pompidou, aux jardins d’Éole, à La Comédie de Béthune, au CDN de Rouen, mais aussi au Mali, en Guyane, au Liban... Pour la version de 2021 au Carreau du Temple, 7teen, Nouvelle Génération, la pièce est accompagnée d'une série de vidéos sur chacun des interprètes et le processus de création lui même.
Suit ensuite la pièce Intimité, spectacle interprété par le danseur Camérone Bida et le comédien Elias Hauter et écrit par S.C.R.I.B.E (Mathieu Landais, scénariste de The Smell of Us de Larry Clark); puis Les Apprentis Sorciers, une pièce chorégraphique pour skaters.
En 2016, il crée une performance au Centre Pompidou, à l'occasion de La Nuit des Musées, 1 Ado / 1 Œuvre. Une forme dont il change la distribution à pour chaque lieu de représentation (MAMAC Nice, MAC Lyon, Palais de Tokyo...) et dans laquelle il fait dialoguer des œuvres sélectionnées avec des jeunes.
Prolongeant son travail sur les thématiques de la jeunesse, il crée Je est un.e autre au CDN de Rouen avec Charly Lionetti, Mat Pineau et Rémi Gérard, trois jeunes interprètes transgenres. À la suite de cette pièce, en 2018, David Bobée l'invite au Festival d'Avignon avec ses interprètes. Ils participent au feuilleton Mesdames, Messieurs, et le reste du monde sur un texte de Ronan Chéneau, avec des artistes divers comme Rébecca Chaillon, Gerty Dambury, Béatrice Dalle, Virginie Despentes, Rokhaya Diallo ou Phia Ménard et créent l'épisode « L'école du genre ».
Il organise également des stages et workshops à destination d'adolescents, notamment Brûlons les planches qu'il codirige à plusieurs reprises avec Cécile Backès.
En 2022, il conçoit le solo Rimb pour Zakary Bairi autour de la figure d'Arthur Rimbaud à la Ménagerie de Verre.

### Le photographe
Photographe autodidacte, François Stemmer photographie le travail de nombreux metteurs en scènes et chorégraphes comme Yves-Noël Genod, Oliver Dubois, David Bobée, Sylvain Dufour, (La)Horde, Bruno Benne ou Béatrice Massin...

## Spectacle

### Metteur en scène ou chorégraphe
- 2012 : Seventeen, tournée
- 2014 : Intimité, tournée
- 2016 : My Little Poetic Room I, École nationale supérieure des Beaux-Arts de Paris
- 2016 : My Little Poetic Room II, École nationale supérieure des Beaux-Arts de Paris
- 2016 : 1 Ado / 1 Œuvre, tournée
- 2017 : Les Apprentis Sorciers, tournée
- 2018 : Je est un.e autre, Centre dramatique national de Normandie-Rouen
- 2022 : Rimb, Ménagerie de Verre

### Comédien
- 1994 : L'Hôtel du libre-échange de Georges Feydeau, mise en scène Franck de La Personne, Théâtre de la Michodière
- 2000 : Conviction intime de Rémi De Vos, mise en scène Myrto Reiss, Théâtre Le Proscenium[20]
- 2001 : Une Saison en Enfer d'Arthur Rimbaud, mise en scène par Nicolas Fagart, tournée
- 2003 : Les Contes-dits-du-bout-des-doigts d'après Pierre Gripari, mise en scène Nicolas Fagart, tournée
- 2004 : 11 septembre 2001 de Michel Vinaver, mise en scène Jean-François Demeyère, Festival d'Avignon
- 2005 : Novecento d'après Alessandro Baricco, mise en scène Nicolas Fagart, tournée
- 2010 : L'Arbre sans fin d'après Claude Ponti, mise en scène Nicolas Fagart, tournée